# Saturninus van Toulouse

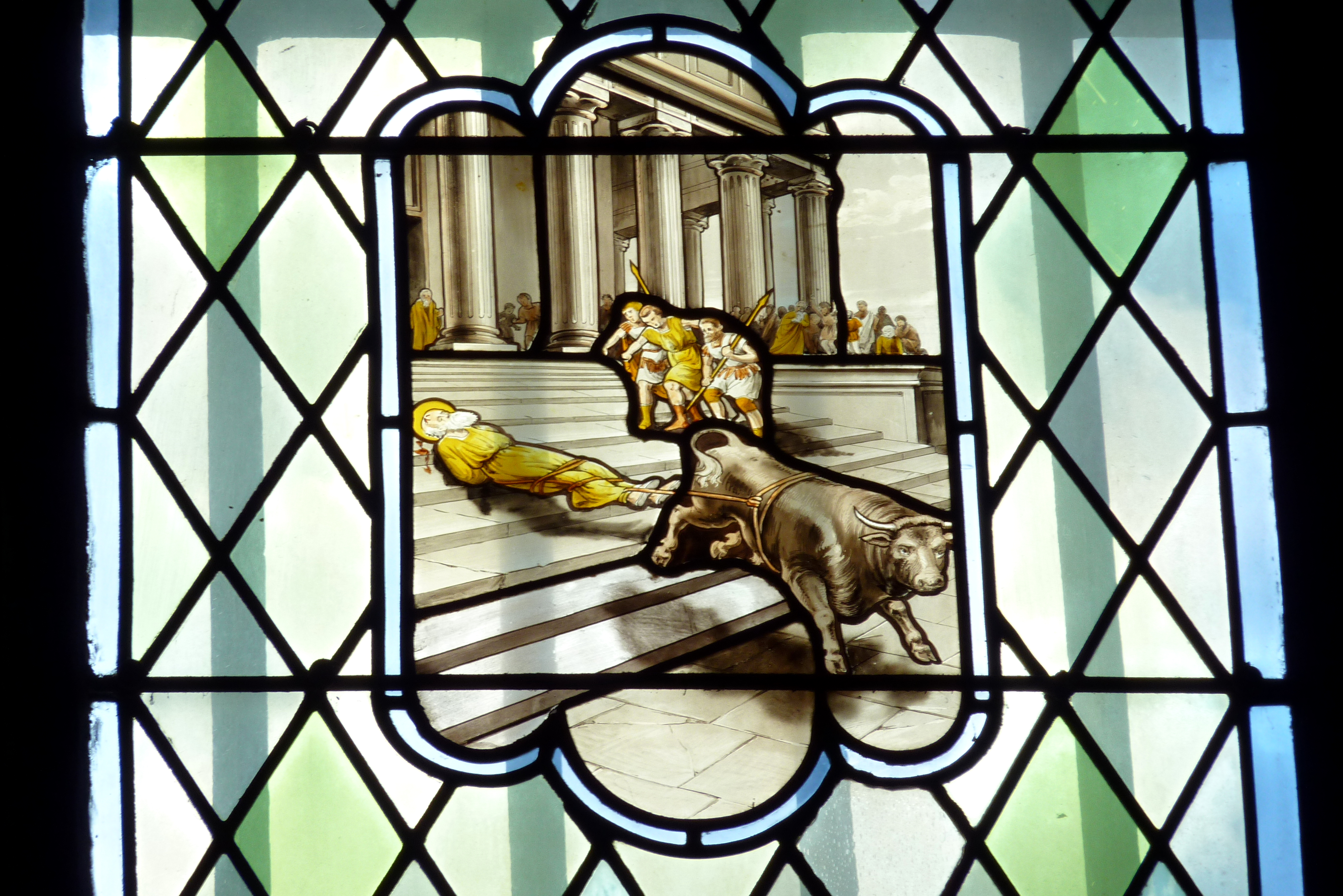
Marteldood van Saturninus op een gebrandschilderd raam

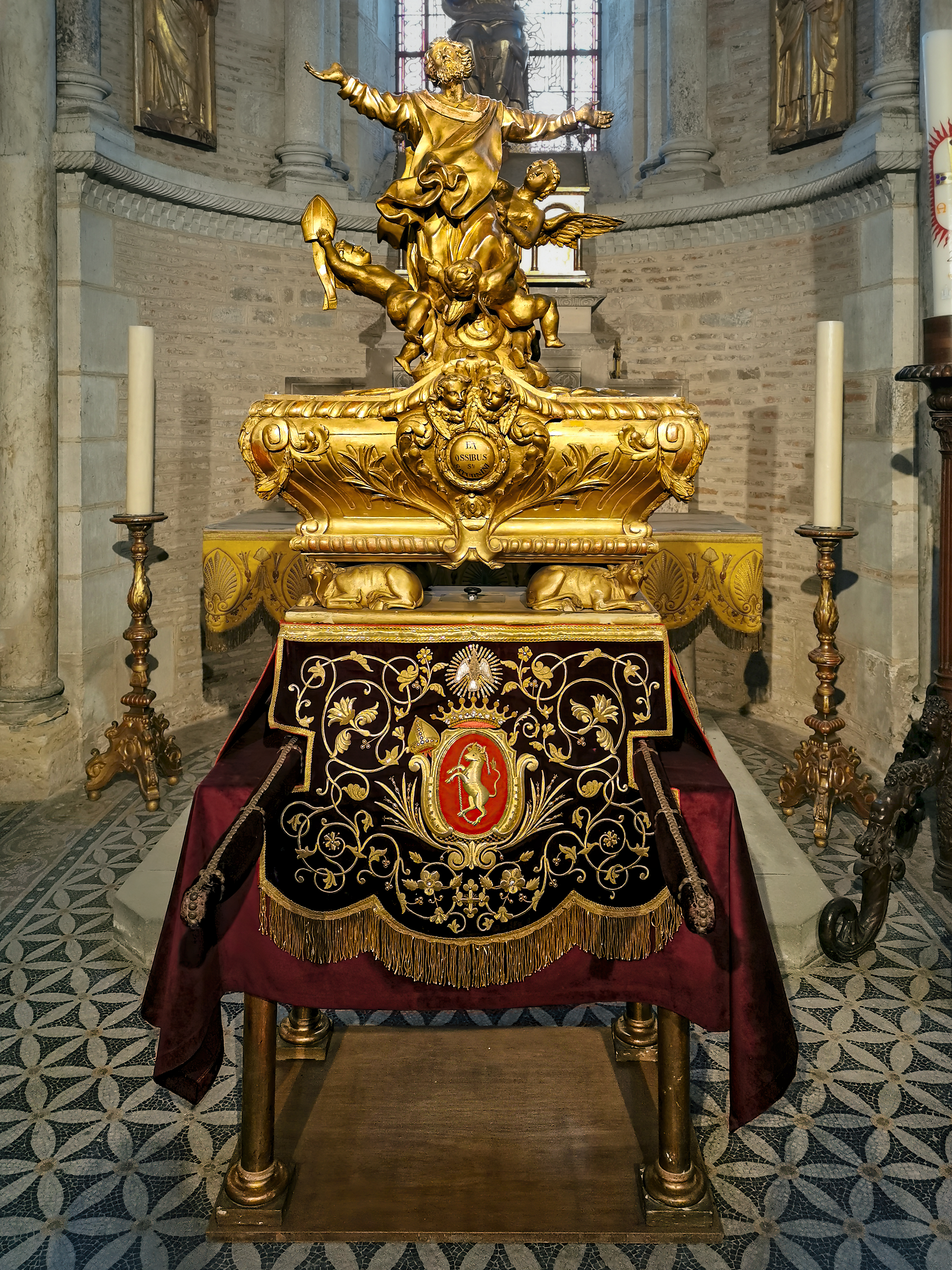
Het reliekschrijngraf

Saturninus van Toulouse (overleden ca.257) (ook onder meer bekend als Savournin) is een heilige in de rooms-katholieke Kerk.

## Levensbeschrijving
Volgens Gregorius van Tours (ca.538 - 594) was Saturninus een der zeven eerste missionarissen die door paus Fabianus naar Gallië werden gezonden om daar het christelijk geloof te verkondigen. Venantius Fortunatus (ca. 536 - ca. 610) meldde dat Saturninus werkzaam was in Navarra en met name in Pamplona. Daarna trok hij naar Languedoc en Gascogne en kwam aldus ook in Toulouse, waar hij bijzonder wordt vereerd.
Hij zou Sint-Firminus hebben bekeerd tot het christendom.
Uiteindelijk zou hij het slachtoffer geworden zijn van de christenvervolging onder keizer Valerianus I (ca. 200 - ca. 260).

## Legenden
Saturninus wordt vaak afgebeeld als de jongen die het gewaad van Jezus mocht vasthouden toen deze door Johannes de Doper werd gedoopt. Dit is historisch onjuist (Saturninus leefde veel later) maar kan symbolisch worden opgevat als door Jezus te zijn geïnspireerd.
Ook omtrent zijn dood is er legendevorming. Hij zou te Toulouse de afgunst van heidense priesters hebben opgewekt, die hem dwongen om aan hun goden te offeren, wat Saturninus weigerde, waarna de afgodsbeelden spontaan van hun voetstuk vielen. Toen bonden ze hem aan de staart van de stier, die had moeten worden geofferd. Op de trappen van het Capitool werd Saturninus, toen het touw brak, door de stier vermorzeld. Op deze plaats zou hij zijn begraven door twee vrouwen (les Pucelles). Later werd hier de kerk Notre-Dame du Taur (Onze-Lieve-Vrouw van de Stier) gebouwd.

## Verering
Saturninus ligt begraven in de basiliek van Sint-Serninus (Basilique de Saint-Sernin) te Toulouse. Zijn feestdag is 29 november. Hij is beschermheilige van een aantal dorpen en steden, waaronder Toulouse en van de deelstaat Navarra. Hij wordt aangeroepen bij hoofdpijn en misselijkheid, pest, syfilis en doodsangst en bij mierenplagen. Omdat zijn naam onder andere verbasterde tot Saint Tournis, werd hij ook aangeroepen bij de zogeheten draaiziekte (tournis) bij schapen en runderen.
Saturninus wordt afgebeeld als bisschop, vergezeld door een stier.